# Наливайківці
Налива́йківці — українські військові частини, які носили ім'я Северина Наливайка. Входили до складу Армії УНР.
Восени 1917 у Білорусі був створений курінь імені С. Наливайка та полк ім. C. Наливайка в Дарниці біля Києва. 
В лютому 1918 цей полк увійшов до складу Окремого Запорізького Загону. 
В 1919 до складу Запорізького Корпусу входив полк ім. С. Наливайка, а в 1920 у складі Першої Запорізької стрілецької дивізії був курінь ім. С.Наливайка. 

### Командири
- Пирогів Микола
- Зельницький Павло Федорович